# Lysiteles coronatus
Lysiteles coronatus är en spindelart som först beskrevs av Grube 1861.  Lysiteles coronatus ingår i släktet Lysiteles och familjen krabbspindlar. Inga underarter finns listade i Catalogue of Life.